# Sangano
Sangano (en français Sangan) est une commune italienne de la ville métropolitaine de Turin dans la région Piémont en Italie.
C'est une commune autonome depuis 1957.

## Administration
| Période                                  | Période  | Identité     | Étiquette    | Qualité |
| ---------------------------------------- | -------- | ------------ | ------------ | ------- |
| 14 juin 2004                             | En cours | Agnese Ugues | lista civica |         |
| Les données manquantes sont à compléter. |          |              |              |         |

### Communes limitrophes
Reano, Villarbasse, Trana, Rivalta di Torino, Bruino, Piossasco